# Sergey Fesenko
Serhiy Leonidovich Fesenko (Сергей Леонидович Фесенко, em ucraniano; Kryvy Rih, 29 de janeiro de 1959) é um nadador ucraniano, ganhador de duas medalhas em Jogos Olímpicos pela extinta União Soviética.
Nos Jogos de Moscou 1980, conquistou o ouro nos 200 metros borboleta e a prata nos 400 metros medley.